# Henri Gerard Winkelman
Henri Gerard Winkelman, nizozemski general, * 17. avgust 1876, Maastricht, Nizozemska, † 27. december 1952, Soesterberg, Nizozemska.